# Idioma mundurucú
El idioma mundurucú es una lengua de la familia tupí, hablada en Brasil a lo largo del río  Tapajós, en el estado de Pará y del río Madeira en el estado de Amazonas, por 10.065 Wuy jugu. El mundurucú constituye, junto con el kuruaya, la subfamilia de las lenguas mundurukús.

## Fonología
El mundurucú registra los siguientes fonemas:

### Vocales
|          | Anteriores | Centrales | Posteriores |
| -------- | ---------- | --------- | ----------- |
| Cerradas | i i ĩ ĩ    |           |             |
| Medias   | e e ẽ ẽ    | ə ə ə̃ [ə̃] | o o õ õ     |
| Abiertas |            | a a ã ã   |             |

### Consonantes
|             |             | Bilabiales | Dentales | Palatales | Velares | Glotales |
| ----------- | ----------- | ---------- | -------- | --------- | ------- | -------- |
| Oclusivas   | Sordas      | p          | t        |           | k       | ʔ        |
| Oclusivas   | Sonoras     | b          | d        |           |         |          |
| Fricativas  | Fricativas  |            | s        | ʃ         |         | h        |
| Africadas   | Sordas      |            |          | t͡ʃ        |         |          |
| Africadas   | Sonoras     |            |          | d͡ʒ        |         |          |
| Nasales     | Nasales     | m          | n        |           | ŋ       |          |
| Líquidas    | Líquidas    |            | r        |           |         |          |
| Semivocales | Semivocales | w          |          |           | j       |          |